# Коркмаскала
Коркмаскала — село в Дагестані, адміністративний центр і найбільший населений пункт Кумторкалинського району. Розташований за 11 кілометрів на захід від Махачкали.

## Історія
Село утворене в 1970 році, для переселенців із зруйнованого землетрусом села Кумторкала.

## Відомі представники
- Коркмасов Анатолій Джелал-Ерастович, народився в 1952 році, онук Джелал-ед-Діна Коркмасова, відомий історик, публіцист, дослідник.